# Marie Jacobus Johannes Exler

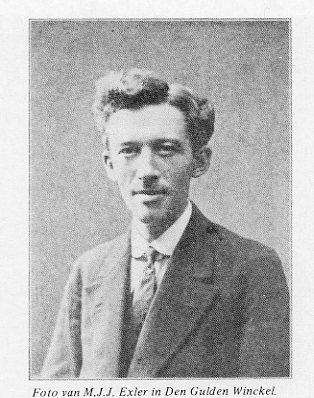
Marie Jacobus Johannes Exler op 29-jarige leeftijd

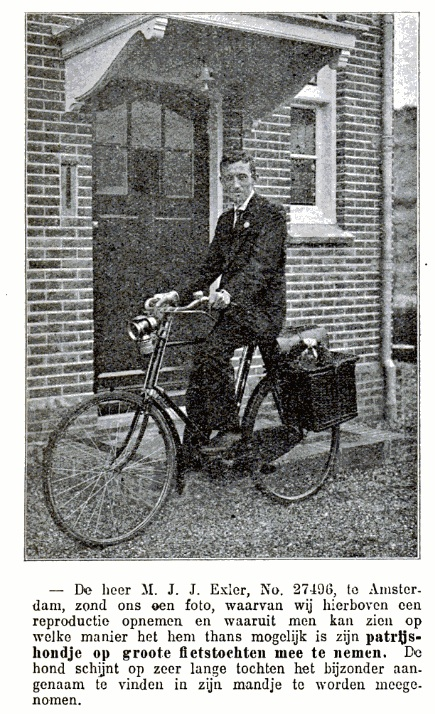
Exler op de fiets met hond, 1914. De Kampioen 1914

Marie Jacobus Johannes Exler (Schiedam, 28 februari 1882 – Naarden, 21 september 1939) was een Nederlands schrijver, voorvechter van de rechten van homoseksuelen en mede-oprichter van het Nederlandsch Wetenschappelijk Humanitair Komitee, astroloog, theosoof en kippenfokker. In 1911 publiceerde hij zijn enige (tendens)roman, Levensleed, met een voorwoord van de Duitse seksuoloog Magnus Hirschfeld, waarin hij een menslievende behandeling van homoseksuelen voorstond en de minachting voor hen aan de kaak stelde. De homoseksueel werd met medische argumenten voorgesteld als derde geslacht, naast vrouw en man. Levensleed werd gunstig besproken in het literaire tijdschrift Den Gulden Winckel. Enkele drukken en een vertaling in het Duits volgden. In 1913 werd Exler gekozen als afgevaardigde (Obmann) van het Duitse Wissenschaftlich-humanitäres Komitee van Hirschfeld, een eer die hij deelde met Jacob Schorer en Lucien von Römer, maar hij ontwikkelde geen activiteiten.
Exler was wel actief als astroloog, handlezer en theosoof, schreef over het effect van de grote piramide van Gizeh op de nabije toekomst en trok horoscopen van zijn kippen. Hij werd begraven op de Algemene en Nieuwe RK Begraafplaats van Bussum. Na zijn dood beweerde Greet Hofmans, die in het huisje van Exler in Hattem woonde, haar "doorgevingen" voor koningin Juliana te danken aan de geest van Exler.

## Publicaties en lezingen
Onder meer uit
- Levensleed (psychologische roman); een boek voor ouders, met inleiding door Magnus Hirschfeld, 's-Gravenhage, C. Harms Tiepen, [1911]
- Lebensleid (ein Buch für Eltern). Psychologischer Roman, vertaling W.H. Akkersdyk, Leipzig, Max Spohr, 1914
- Enkele hoofdrollen uit het werelddrama, typoscript en lezing te Amsterdam 13 december 1917, andere lezingen Christendom en theosofie en De oude godsdiensten
- De wereldtoestand in 1926-1931 volgens astrologische en kabbalistische gegevens, alsmede volgens gegevens gebaseerd op de maten van de groote pyramide van Gizeh, [Bussum]: [zonder uitgeversnaam], [ca. 1923].
- Het Noorderlicht, Halfmaandelijksch blad voor astrologie, psychologie, graphologie, occultisme, enz., uitgeverij Schippers
- Inzicht (blad)
- Practische wenken voor de pluimveehouder, 1931

## Literatuur

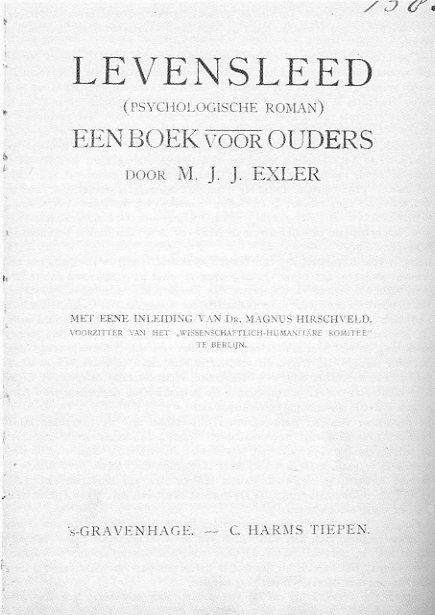
Levensleed, 1911
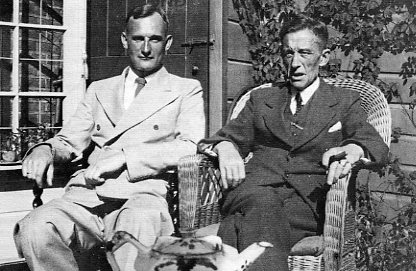
In de tuin in Hattem rond 1935
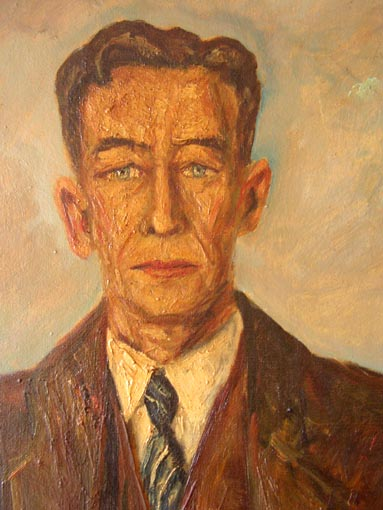
Portret jaren 1930 toegeschreven aan Karel van Campen.